# Chiesa di Sant'Agapito
La chiesa di Sant'Agapito è un luogo di culto cattolico di Roma, situato nel quartiere Collatino, in viale della Venezia Giulia 21.

## Storia
La chiesa è sorta nella zona in cui un tempo vi era una chiesa dedicata ai martiri Agapito e Felicissimo, entrambi sepolti da papa Sisto II nel cimitero di Pretestato nel 258.
Costruita da papa Felice III intorno al 490, fu successivamente restaurata dai papi Adriano I e Leone III, ma in seguito non se ne seppe più nulla. Nelle Taxae viarum del 1609 la zona era nominata valle di Sant'Agapito.

## Descrizione
L'attuale chiesa, sede parrocchiale dal 1962 e affidata al clero diocesano, si presenta come una semplice costruzione a forma di capannone; reca, all'interno, una scultura lignea realizzata dal Perathoner (Sant'Antonio abate) e una tela di Bedini, il Battesimo.